# Wilson Matias
Wilson Tiago Matias[carece de fontes?] (Limeira, 14 de setembro de 1983) é um ex-futebolista brasileiro que atuava como volante. Aposentou-se em 2018 após temporada no Oeste-SP.

## Carreira
Wilson Matias iniciou sua carreira profissional em 2003, no União São João. No mesmo ano, o jogador mudou de clube, passando a defender o Ituano. Permaneceu em Itu até 2005, quando migrou para o México, onde jogou pelo Monarcas Morelia. Após destacar-se no clube mexicano, o jogador voltou ao futebol brasileiro na temporada de 2010, para atuar pelo Internacional, abrindo mão de uma possível convocação para a Seleção do México, já que o atleta estava em processo de obter a cidadania mexicana.
No Inter, Wilson Matias rendeu muito abaixo do esperado, principalmente depois da saída de Sandro. Com a chegada de Dorival Júnior, saiu dos planos do Inter. Em março de 2012, foi emprestado por 1 ano para a Portuguesa.
Porém, após alguns meses de empréstimo, o Internacional negociou-o com o futebol mexicano, indo jogar no Toluca. "Nós tínhamos este acerto com a Portuguesa e como apareceu a possibilidade de negociar o Wilson Matias nós pedimos o retorno dele para efetivar a negociação. Vai ser bom para o Inter e bom para o jogador", disse o presidente colorado, Giovanni Luigi.
Em julho de 2014 transferiu-se para o Tiburones Rojos-MEX. Em janeiro de 2015 foi para o Chiapas FC, e em julho de 2015 foi para o Querétaro FC. Em janeiro de 2016 retornou ao Chiapas FC, e foi imediatamente cedido ao Dorados-MEX, onde jogou até julho de 2016.
Ficou sem clube até junho de 2017, quando retornou ao Brasil para jogar o Campeonato Paulista e a Segunda Divisão do Campeonato Brasileiro pelo Oeste-SP, onde encerrou a carreira ao final da temporada de 2018.

## Títulos
Internacional
- Copa Libertadores da América: 2010
- Campeonato Gaúcho: 2011
- Recopa Sul-Americana: 2011